# Фаулертон (Индијана)
Фаулертон (енгл. Fowlerton) град је у америчкој савезној држави Индијана.

## Демографија
По попису из 2010. године број становника је 261, што је 37 (-12,4%) становника мање него 2000. године.
| Група             | 2000.       | 2010.       |
| Белци             | 294 (98,7%) | 257 (98,5%) |
| Афроамериканци    | 1 (0,3%)    | 0 (0,0%)    |
| Азијати           | 0 (0,0%)    | 0 (0,0%)    |
| Хиспаноамериканци | 3 (1,0%)    | 1 (0,4%)    |
| Укупно            | 298         | 261         |